# Derek Smith
Derek Geoffrey Smith (Londen, 17 augustus 1931 – 19 augustus 2016) was een Britse jazzpianist en arrangeur.

## Biografie
Smith speelde vanaf 7-jarige leeftijd piano, trad op 14-jarige leeftijd op en begon spoedig een eigen band te leiden. Hij werkte eerst voor een verzekeringsagentschap en trad daarnaast semiprofessioneel op in talrijke jazzclubs en won een door Melody Maker georganiseerd concours. In 1954 werd hij professioneel muzikant en werd hij lid van de band van John Dankworth. Midden 1955 maakte hij samen met Allan Ganley, Harry Klein en Sammy Stokes deel uit van het New Jazz Quartet. In het opvolgende jaar leidde hij ook een eigen trio en speelde hij met Kenny Bakers Dozen. Sinds april 1957 woonde hij in de Verenigde Staten, waar hij vervolgens toerde met Art Mooney en zich daarna een carrière opbouwde in New York. Er volgden opnamen en optredens. Tijdens de jaren 1960 en 1970 toerde hij meermaals met Benny Goodman. Tussen 1967 en 1974 speelde hij onder Doc Severinsen in de Tonight Show. Tijdens de vroege jaren 1970 begeleidde hij Marlena Shaw. Daarna leidde hij een eigen trio, maar trad hij ook op tijdens festivals met Dizzy Gillespie, Arnett Cobb en Eddie Miller en werkte hij in een trio met Bobby Rosengarden en Milt Hinton. Verder toerde hij in 1983 met Benny Carter in Japan en behoorde hij tot het sextet van Nick Brignola. Als studiomuzikant begeleidde hij Frank Sinatra en Luciano Pavarotti. Later nam hij ook op met Bill Watrous.

## Discografie
- 1978: Love for Sale (Progressive)
- 1978: My Favorite Things (Progressive)
- 1978: The Man I Love (Statiras)
- 1980: Derek Smith Trio Plays Jerome Kern (Progressive)
- 1980: I'm Old Fashioned (Progressive)
- 1983: Dark Eyes (Eastwind Records)
- 1987: Derek Smith Plays the Passionate Piano (Special Music)
- 1994: New Orleans Mardi Gras Explosion (Special Music)
- 1994: The Trio – 1994 (Chiaroscuro Records)
- 1994: New Orleans Mardi Gras Explosion (Special Music)
- 1995: Dixieland Dance Party (Essex Records)
- 2002: High Energy (Arbors Records)
- 2004: Live in London (Harkit Records)
- 2013: I'm All Smiles met Jerry Bruno, Rick Visone